# جون جيمس سميث
جون جيمس سميث هو فلاح وسياسي كندي، ولد في 9 مايو 1912 في Storthoaks ‏ في كندا، وتوفي في 23 يونيو 1987 في وينيبيغ في كندا. نشط حزبياً في الحزب الليبرالي الكندي. وقد انتخب عضو مجلس العموم الكندي.